# Ell
Ell (từ ngôn ngữ Proto-Germanic *alinō, cùng nguồn gốc với ulna trong tiếng Latinh) là một đơn vị đo lường, ban đầu bằng một cubit, tức là xấp xỉ chiều dài của cánh tay của một người đàn ông từ khuỷu tay (elbow theo nghĩa đen có nghĩa là phần uốn cong (bow) của cánh tay (hình elip)) đến đầu ngón tay giữa, hoặc khoảng 18 inch (457 mm); trong việc sử dụng sau này, bất kỳ đơn vị dài hơn. Ở các nước nói tiếng Anh, gồm có (cho đến thế kỷ 19) ell Flemish  (3⁄4 yard), ell Anh (1+1⁄4 yard) và ell Pháp (1+1⁄2 yard), một số trong đó được cho là xuất phát từ "ell kép".
Ell-wand hay ellwand là một thanh có chiều dài một ell được sử dụng để đo lường chính thức. Edward I của Anh yêu cầu mỗi thị trấn phải có một thanh như vậy. Ở Scotland, Đai lưng Lạp Hộ được gọi là "Vua Ellwand".
Một số dạng ell tại các quốc gia đã tồn tại, với các chiều dài khác nhau, bao gồm ell Scotland (≈37 inch hay 94 xentimét), ell [el] Flemish (≈27 in hay 68,6 cm), ell [aune] Pháp (≈54 in hay 137,2 cm), ell Ba Lan (≈31 in hay 78,7 cm), alen Đan Mạch (24 Danish inches hay 2 Danish fod: 62.7708 cm), alnThụy Điển (2 Swedish fot ≈59 cm) và ell [Elle] Đức có độ dài khác nhau ở Frankfurt (54,7 cm), Cologne, Leipzig (Sachsen) hoặc Hamburg.
Các phong tục chọn lọc được quan sát bởi các nhà nhập khẩu hàng dệt may của Hà Lan: mặc dù tất cả các loại vải được mua theo ell Flemish, vải lanh được bán bởi ell Anh, nhưng tấm thảm được bán bởi ell Flemish.
Ell Viking là thước đo từ khuỷu tay đến đầu ngón tay giữa, khoảng 18 inch. Ell Viking hay ell nguyên thủy được sử dụng ở Iceland cho đến thế kỷ 13. Vào thế kỷ 13, một đạo luật đặt "stika" bằng 2 ell, là ell Anh thời đó.